# Hieronymus Wolf

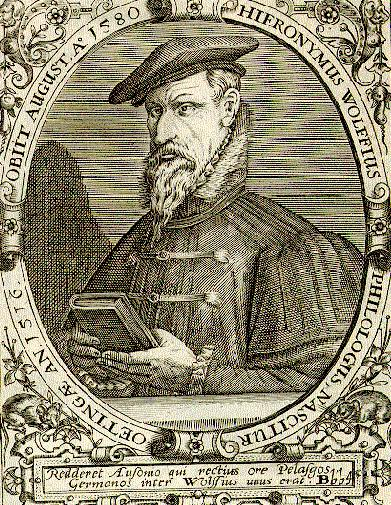
Hieronymus Wolf

Hieronymus Wolf (ur. 1516 w Oettingen in Bayern, zm. 1580 w Augsburgu) – niemiecki humanista i filolog, twórca niemieckiej bizantynistyki.

## Życiorys
Hieronymus Wolf był synem zubożałego szlachcica. Wcześnie stracił matkę, która cierpiała na chorobę psychiczną i została oddana do przytułku, gdzie spędziła długie lata. Hieronymus Wolf kształcił się w szkole w Nördlingen i w wieku 14 lat został pisarzem na zamku Harburg w Szwabii. Wcześnie zainteresował się filozofią i historią. Udało mu się pozyskać wsparcie wpływowych osób. W 1536 zmarł jego ojciec. Wolf powrócił do Oettingen in Bayern, gdzie przez ok. 4 lata opiekował się bratem, który później został lekarzem w Norymberdze.
W latach 1537–1539 studiował na uniwersytecie w Wittenberdze. Jego nauczycielem był m.in. Filip Melanchton. Na krótko powrócił do Norymbergi skąd zbiegł w panice przed rzekomym zamachem na swoje życie. Pojechał do Tybingi i Strasburga. W 1548 immatrykulował się w Bazylei, gdzie poznał swojego późniejszego przyjaciela i wydawcę Johannesa Oporina. W latach 1550–1551 był preceptorem niemieckich studentów w Paryżu, skąd zbiegł w obawie o swoje życie.
Wolf starał się bez powodzenia o stanowisko profesora historii w Bazylei. W latach 1551–1557 był sekretarzem i bibliotekarzem Johanna Jakoba Fuggera w Augsburgu. W 1557 został rektorem gimnazjum św. Anny w Augsburgu. Z tą funkcją było połączone stanowisko miejskiego bibliotekarza.
Wolf tłumaczył dzieła starożytnych greckich uczonych na łacinę. Publikacje wzbogacał transkrypcjami, wyjaśnieniami i komentarzami. Zainteresował się dziejami Cesarstwa Wschodniorzymskiego. Dzięki jego pracom zachowało się wiele dzieł pisarzy z terenu wschodniego cesarstwa rzymskiego. Wolf jest także autorem określenia Bizancjum jako nazwy Cesarstwa Wschodniorzymskiego. Jako sekretarz i bibliotekarz rodziny Fuggerów w Augsburgu, piśmiennictwu bizantyjskiemu poświęcał tyleż uwagi co autorom klasycznym i dzięki pomocy Antoniego Fuggera wydał kronikę Jana Zonarasa, Historię Nicetasa Choniatesa i część Historii Nicefora Gregorasa. Wolf pierwszy zrozumiał, że dzieje Bizancjum stanowią odrębną dyscyplinę historyczną, a nawet nosił się z myślą wydania specjalnego Corpus byzantinae historiae.
W 1572 sprzedał swoją prywatną bibliotekę pod warunkiem, że księgozbiór nie ulegnie rozproszeniu. Cena wyniosła 600 guldenów. Wolf miał otrzymywać zapłatę w rocznych ratach po 30 guldenów. Pozostałość jego księgozbioru licząca ok. 600 tomów (z ok. 1000) znajduje się obecnie w bibliotece w Neuburg an der Donau (Staatliche Bibliothek Neuburg an der Donau).